# Oxynoemacheilus insignis
Oxynoemacheilus insignis là một loài cá vây tia thuộc họ Balitoridae.
Loài này chỉ có ở Syria. Môi trường sống tự nhiên của chúng là sông ngòi.